# 4411 Котібункьо
4411 Котібункьо (4411 Kochibunkyo) — астероїд головного поясу, відкритий 3 січня 1990 року.
Тіссеранів параметр щодо Юпітера — 3,685.
Названо на честь організації Котібункьо (яп. こうちぶんきょう(高知文教) ко:тібункьо:).